# 11532 Gullin
11532 Gullin è un asteroide della fascia principale. Scoperto nel 1992, presenta un'orbita caratterizzata da un semiasse maggiore pari a 2,8888927 UA e da un'eccentricità di 0,0514042, inclinata di 3,17050° rispetto all'eclittica.